# لوچانو ده جنووا
لوچانو ده جنووا (ایتالیایی: Luciano De Genova; ۱۹ مهٔ ۱۹۳۱ – ۱۰ نوامبر ۲۰۱۹) وزنه‌بردار اهل ایتالیا بود.
وی در مسابقات کشوری و بین‌المللی در مجموع برندهٔ ۳ مدال نقره، ۱ مدال برنز شده‌است.